# Brian Michael Bendis
Brian Michael Bendis är den nuvarande författaren till serien Ultimate Spider-Man. Han kommer från USA.